# Newsgroup
Un newsgroup è uno degli spazi virtuali creato su una rete di server interconnessi (storicamente una sottorete di Internet USENIX network o più semplicemente Usenet) per discutere di un argomento (topic) ben determinato. In italiano a volte viene utilizzato il termine gruppo di discussione.
I news server comunicano fra loro (attraverso il protocollo NNTP) in modo che i messaggi inviati ad un server si trovino duplicati su tutti gli altri server. Per diversi motivi (economie di spazio, interesse degli utenti, censura), non tutti i server contengono gli stessi NewsGroup. Ogni gestore di news server (spesso gli stessi provider ISP) può decidere infatti quali NewsGroup tenere.

## Meccanismi
L'accesso a queste aree tematiche avviene per mezzo di programmi chiamati news client o newsreader (oggi a volte integrati nei programmi di posta elettronica come ad esempio Mozilla Thunderbird, SeaMonkey, Outlook Express, Sylpheed), a una sorta di “stanza delle bacheche” (news server) che raccoglie i vari NewsGroup (o in breve NG).
Per ragioni storiche, essenzialmente dovute ai costi delle connessioni dialup che molti utenti dovevano sostenere in passato, o anche per le scarse disponibilità di accesso alla rete, i newsreader sono tuttora concepiti per operare principalmente in modalità disconnessa: gli articoli scaricati in precedenza possono essere letti e le relative risposte preparate per la spedizione senza che sia necessaria una connessione attiva; la successiva connessione permette in un'unica soluzione il download degli articoli apparsi sul server nel frattempo e l'upload delle risposte. Questa modalità, nient'affatto in "tempo reale", è una caratteristica tipica del servizio che deve essere tenuta in considerazione: la netiquette dei newsgroup disapprova, ad esempio, chi sollecita risposte immediate ai propri articoli. Quando si risponde ad un messaggio, è buona cosa riportare (o come detto in gergo: quotare) parte del testo a cui si risponde, in modo da facilitarne la lettura.
Questo approccio viene in parte deviato dall'accesso on-line offerto dai portali web, che possono consentire una partecipazione attiva ai newsgroup con relativa facilità ma soprattutto sofisticati strumenti di ricerca per parola chiave nei loro archivi: in particolare il servizio fornito da Google Gruppi rappresenta la "memoria storica" di usenet, conservando praticamente ogni articolo pubblicato dalla sua nascita (da ricordare come in linea di principio non vengano archiviati gli articoli dei newsgroup binari, contenenti file e gli articoli nei quali l'autore abbia apposto il contrassegno "da non archiviare" mediante X-No-Archive). È da tenere in considerazione anche che la frequenza di aggiornamento dei gruppi sui portali web è solitamente più bassa rispetto a quella che si può ottenere con una connessione diretta a usenet.
Un vantaggio importante dei portali web è quello di consentire un accesso facilitato a fruitori con scarsa dimestichezza: il newsreader per contro risulta più efficiente ma richiede una certa esperienza per essere sfruttato al meglio. I portali web, infine, sono connessi tramite il servizio HTTP, praticamente sempre disponibile anche in presenza di proxy/firewall aziendali, al contrario del servizio NNTP/NNRP usato dai newsreader.
Di norma ciascun newsgroup ha un manifesto (charter) che aiuta a comprendere quali sono gli argomenti oggetto di discussione. La netiquette, su Usenet, sconsiglia di inviare articoli fuori tema e suggerisce di seguire per qualche tempo un newsgroup prima di iniziare a scrivere.
Sono molti i newsgroup in cui i contributori abituali, ossia coloro che li seguono da più tempo e con una certa assiduità, hanno redatto delle FAQ, raccolte di risposte a domande poste di frequente, così da aiutare i newbie (nuovi arrivati, principianti) ed evitare che il newsgroup contenga sempre le stesse domande o che queste provochino reazioni irritate (flame), botta e risposta interminabili e di dubbia utilità. Talora i newsgroup sono seguiti da persone che leggono i messaggi ma non partecipano attivamente. Tali persone sono chiamate, nel gergo della rete, lurker.
I newsgroup sono generalmente raggruppati all'interno di diverse gerarchie Usenet.
Esiste anche un'altra importante suddivisione, a seconda dello status di moderazione: i newsgroup moderati sono caratterizzati da un diverso funzionamento dovuto al percorso degli articoli, che vengono inviati via mail al moderatore. Tuttavia il protocollo utilizzato non è sufficientemente robusto da garantire il corretto funzionamento e l'assenza di abusi. Può capitare che si perdano degli articoli o che esistano articoli che non sono stati approvati dal moderatore.
Il fastidioso fenomeno dello spam coinvolge anche Usenet, per questo esistono dei sistemi di filtraggio, come ad esempio CleanFeed e alcune formule comunemente accettate per il calcolo degli indici di BI.

## Programmi News Server
- C News
- Diablo Usenet Software
- InterNetNews
- Leafnode
- Papercut NNTP Server
- Cyclone, Hurricane, Twister, Typhoon di Highwinds Software[15]

## Programmi News Client

### Grafici

#### Software commerciale

Outlook Express

- Binbot
- Forté Agent
- Lotus Notes
- NewsBin
- Newsman Pro
- Novell GroupWise
- Outlook Express
- Turnpike
- Unison - for Mac OS X
- Usenet Explorer
- Thoth
- MacSoup

##### Freeware
- GrabIt
- Opera M2
- Xnews

##### Shareware

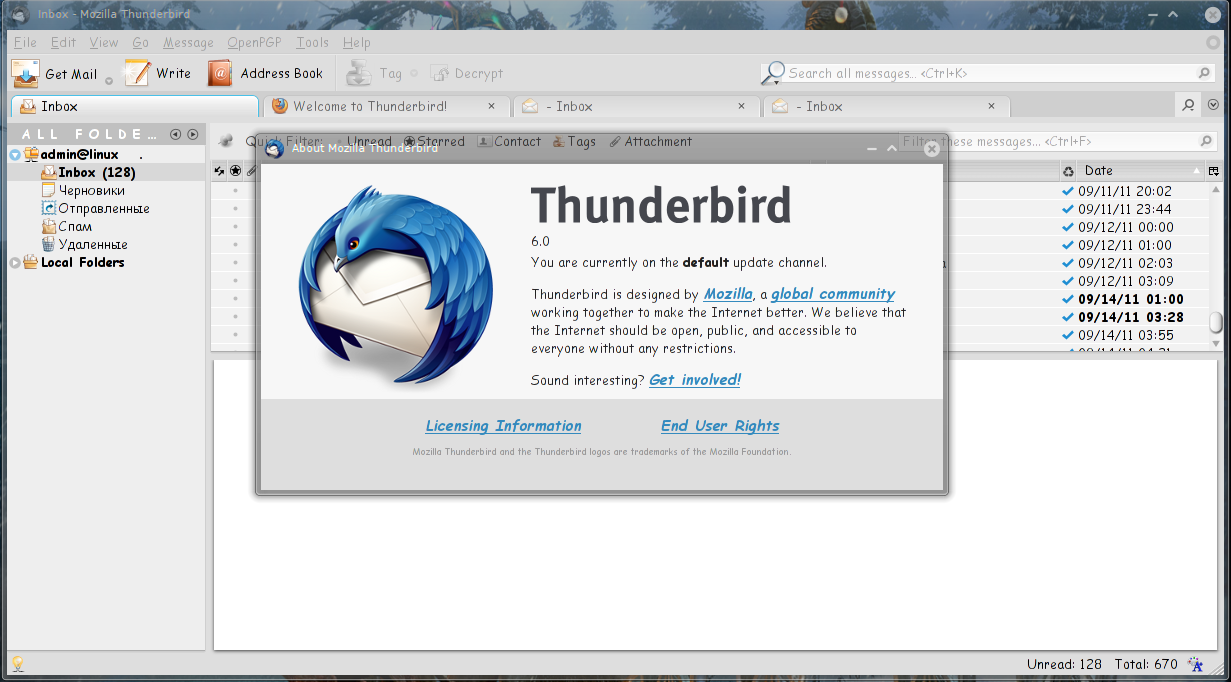
Mozilla Thunderbird

- Unison (Mac OS X)

#### Liberi/open source software
- Arachne (with aranews.apm package)
- Claws Mail
- Evolution
- KLibido
- KNode
- Lynx (has limited USENET support)
- MicroPlanet Gravity
- Mozilla Mail & Newsgroups
- Mozilla Thunderbird
- Pan
- SeaMonkey Mail & Newsgroups
- Sylpheed
- XPN

### A base testuale
- Gnus
- Mutt
- nn
- Pine
- rn
- Slrn
- tin

## Galleria d'immagini

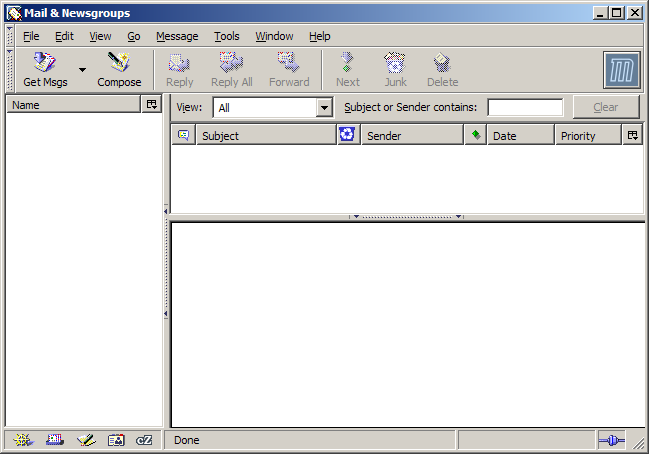
Mozilla Mail Newsgroups
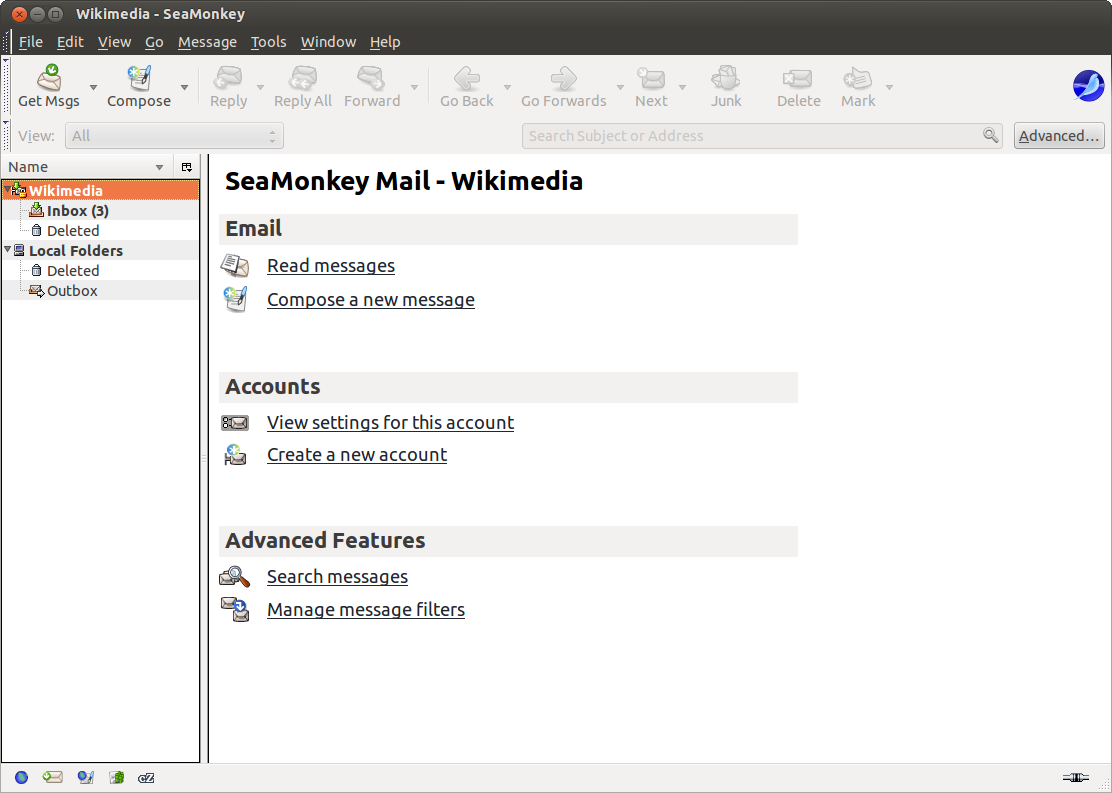
SeaMonkey Mail Newsgroups